# Hama (okrug)
Okrug Hama (ar. منطقة حماة) je okrug u sirijskoj pokrajini Hama. Po popisu iz 2004. (prije rata), okrug je imao 644.445 stanovnika. Administrativno sjedište je u naselju Hama.

## Nahije
Okrug je podijeljen u nahije (broj stanovnika se odnosi na popis iz 2004.):
- Hama (ناحية حماة): 467,254 stanovnika.[2]
- Suran (ناحية صوران): 90,654 stanovnika.[3]
- Hirbnafsah (ناحية حربنفسه): 54,592 stanovnika.[4]
- Al-Hamraa (ناحية الحمراء): 32,604 stanovnika.